# Skład Solny
Skład Solny (ukr. Склад Сільний) – nieistniejąca już miejscowość w Polsce, która znajdowała się na terenie obecnego województwa podkarpackiego, w powiatu jarosławskiego, w gminy Radymno. Leżał w pobliżu miejscowości Sośnica-Brzeg na prawym brzegu Sanu.

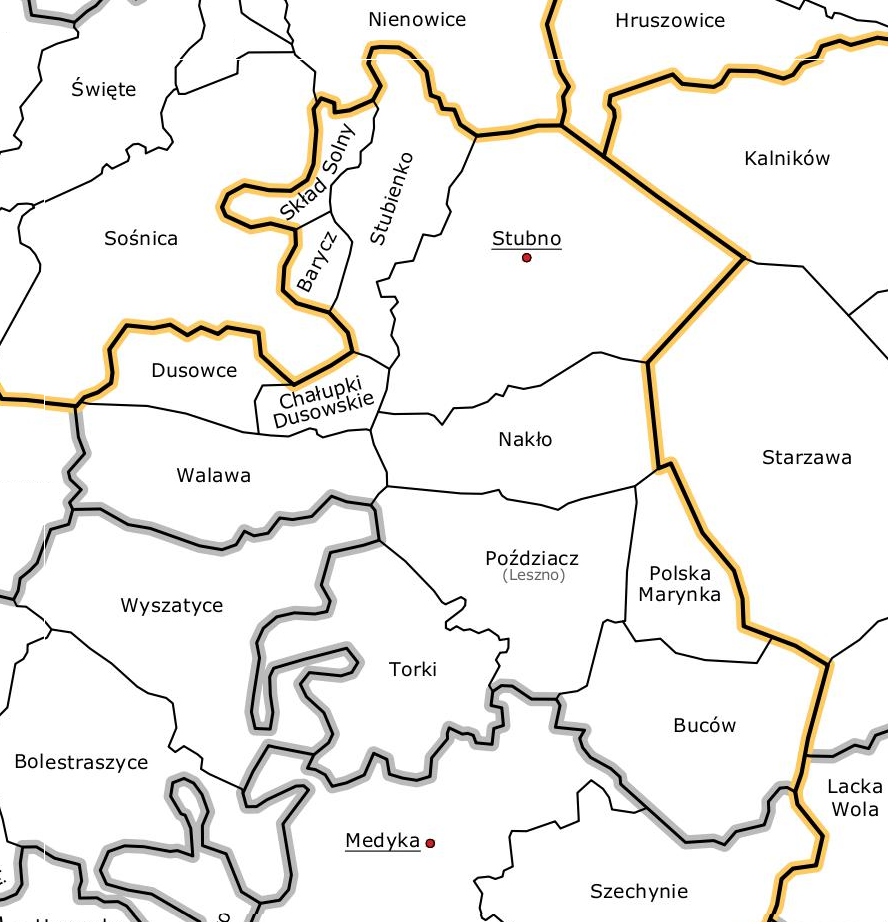
Skład Solny na planie gminy Stubno w 1934 roku

Skład Solny był wsią ukraińską. W 1921 roku liczył 356 mieszkańców, w tym 341 ukraińskich grekokatolików i 15 Żydów. Do 1934 stanowiła gminę jednostkową w powiecie przemyskim, za II RP w woј. lwowskim. W 1934 w nowo utworzonej zbiorowej gminie Stubno. Tam utworzyła gromadę składającą się z miejscowości Skład Solny.
Podczas II wojny światowej w gminie Medyka w powiecie Przemysl w dystrykcie krakowskim (Generalne Gubernatorstwo). Liczył wtedy 132 mieszkańców. Ukraińcy zostali dobrowolnie i przymusowo deportowani do ZSRR.
Po wojnie w gminie Stubno w powiecie przemyskim w województwie rzeszowskim. Jesienią 1954 zniesiono gminy, tworząc gromady. Skład Solny wszedł w skład nowo utworzonej gromady Michałówka w powiecie radymniańskim wraz z Michałówką, Grabowcem i Nienowicami oraz przysiółkiem Brzeg, a po jej zniesieniu 31 grudnia 1961 – gromady Duńkowice w powiecie jarosławskim.
Nazwa miejscowości nie występuje w systemie TERYT, który został wprowadzony w 1999 r.
Nazwa miejscowości pochodzi z czasów, gdy znajdował się tu skład soli, dowożonej od XV w. z królewskich żup (warzelni) w rejonie Drohobycza. Sól tę w istniejącej tuż obok przystani na Sanie ładowano na łodzie i tratwy i spławiano do Sandomierza, a następnie do Gdańska.